# 584-та фольксгренадерська дивізія (Третій Рейх)
584-та фольксгренадерська дивізія (Третій Рейх), також 584-та фольксгренадерська дивізія «Денневіц» (нім. 584. Volks-Grenadier-Division "Dennewitz") — піхотна дивізія народного ополчення (фольксгренадери), що входила до складу вермахту на завершальному етапі Другої світової війни. Дивізія сформована у вересні 1944 року шляхом переформування «тіньової» піхотної дивізії «Денневіц», а вже 13 жовтня її підрозділи передали до складу 9-ї фольксгренадерської дивізії.

## Історія
584-та фольксгренадерська дивізія була створена 28 вересня 1944 року на території окупованої Данії в Есб'єрзі на основі формувань «тіньової» піхотної дивізії «Денневіц» (нім. Infanterie-Division Dennewitz) під час проведення 32-ї хвилі мобілізації німецького вермахту. 13 жовтня командування Резервної армії вермахту віддало наказ на передачу підрозділів 584-ї фольксгренадерської дивізії до складу 9-ї піхотної дивізії, розгромленої Червоною армією в Румунії, на основі залишків якої формувалася 9-та фольксгренадерська дивізія.

## Райони бойових дій
- Данія (вересень — жовтень 1944).

## Бойовий склад 584-ї фольксгренадерської дивізії
- 1-й гренадерський полк «Денневіц»
- 2-й гренадерський полк «Денневіц»
- 3-й гренадерський полк «Денневіц»
- артилерійський полк «Денневіц»
- частини та підрозділи дивізійного підпорядкування